# Głęboczek (jezioro we wsi Góra)
Jezioro Głęboczek – jezioro morenowe w woj. wielkopolskim, w powiecie międzychodzkim, w gminie Sieraków, we wsi Góra, leżące na terenie Pojezierza Poznańskiego.

## Dane morfometryczne
Powierzchnia zwierciadła wody według różnych źródeł wynosi od 8 ha, przez 8,2 z pomiarów planimetrycznych, do 8,5 ha. 
Jednakże wykaz jezior w powiecie międzychodzkim sugeruje, że powierzchnia akwenu jest trzykrotnie wyższa, osiągając 23,85 ha.
Średnia głębokość jeziora wynosi 6,6 m, natomiast głębokość maksymalna 13,3 m.